# Chalon head

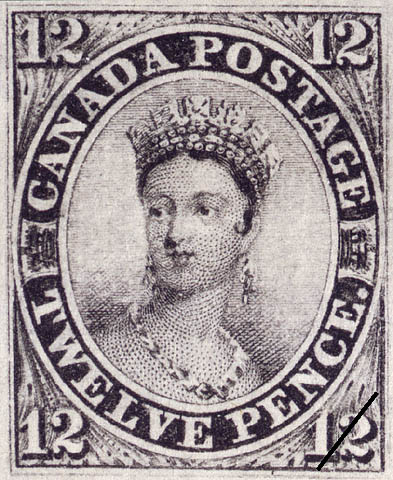
Poštovní známka, tzv. Chalonova hlava, s královnou Viktorií, vydaná roku 1851 v Kanadě

Chalon head, v češtině: Chalonova hlava, je neoficiální pojmenování poštovních známek, které vyobrazují oválný výřez akvarelového portrétu královny Viktorie od malíře Alfreda Edwarda Chalona (1780–1860).

## Historie
Série těchto poštovních známek byly tištěny od počátku 50. let devatenáctého století, jak v New Yorku pro kolonizovanou Kanadu, tak prostřednictvím londýnské společnosti Perkins, Bacon and Company pro další britské kolonie. Poslední emise proběhla roku 1912 v Queenslandu.
V chronologickém pořadí byly známky vydány ve Sjednocené kanadské provincii (od 1851), Novém Skotsku (1853), Tasmánii a na Novém Zélandu (1855), na Bahamách a Natalu (1859), v Grenadě, Novém Brunšviku a Queenslandu (1860) a také na ostrově prince Edwarda (1870).
Ilustrace vznikla na popud královny Viktorie, která zadala  londýnskému portrétistovi Alfredu Chalonovi požadavek na dárek pro její matku, princeznu Viktorii Sasko-Kobursko-Saalfeldskou. Motivem se stal první oficiální akt Viktorie, stojící v reprezentační róbě, ve Sněmovně lordů 17. července 1837. 
Protože řada z daných poštovních známek patří mezi první na světě a jiné náleží k prvním, které nesou názvy britských kolonií, staly se předmětem odborných studií a sbírek.

## Galerie známek

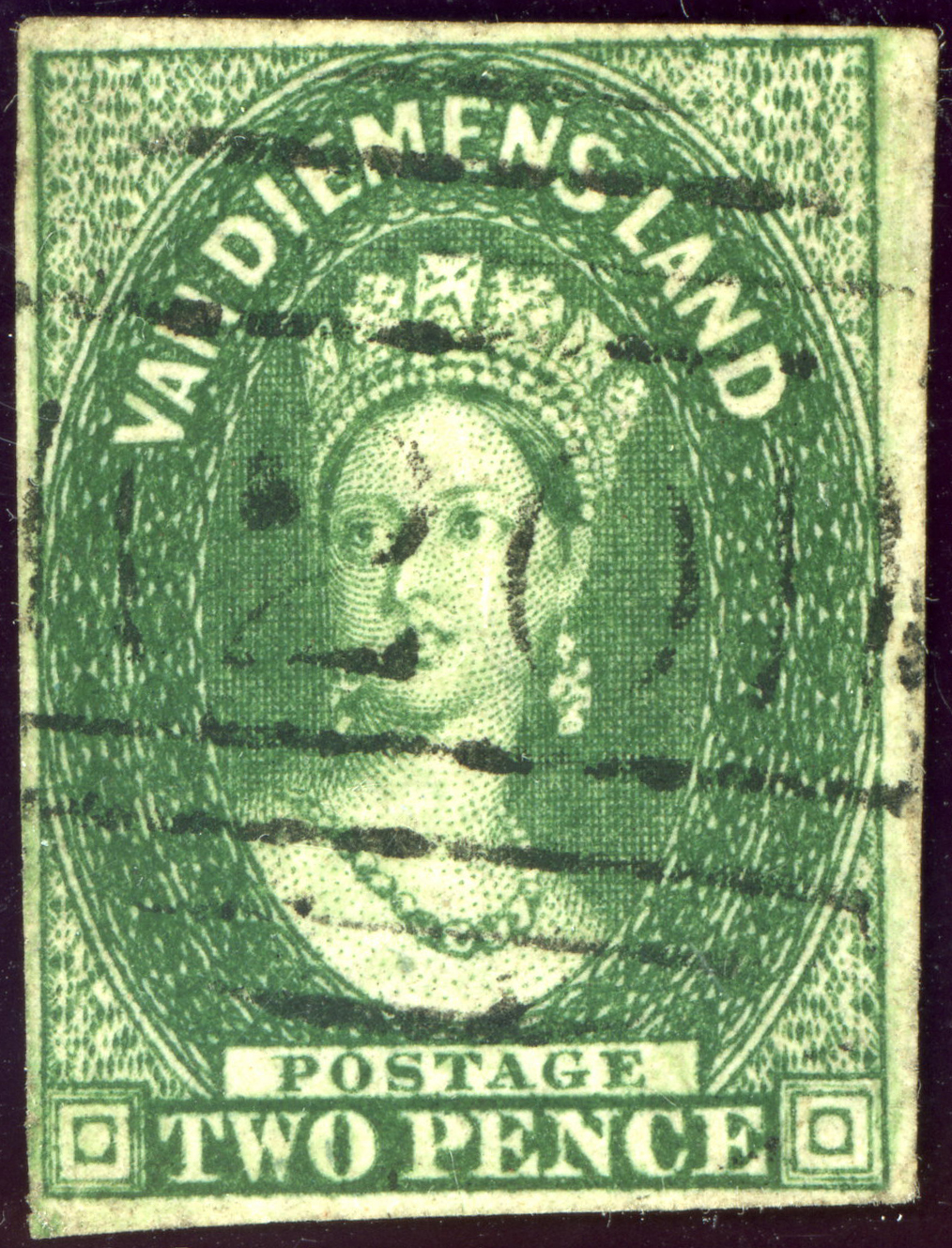
Tasmánie, 1855
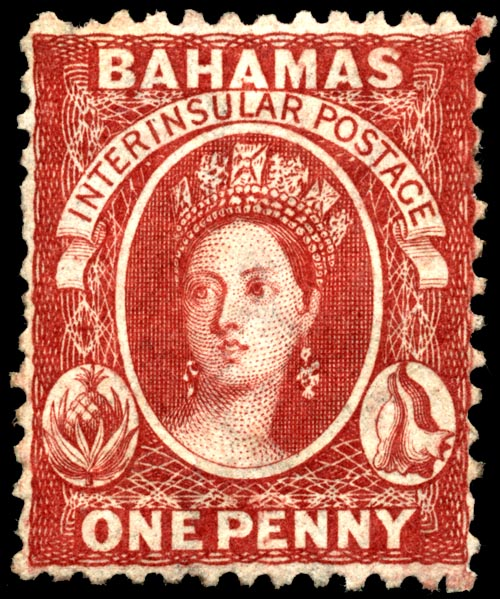
Bahamy, 1863
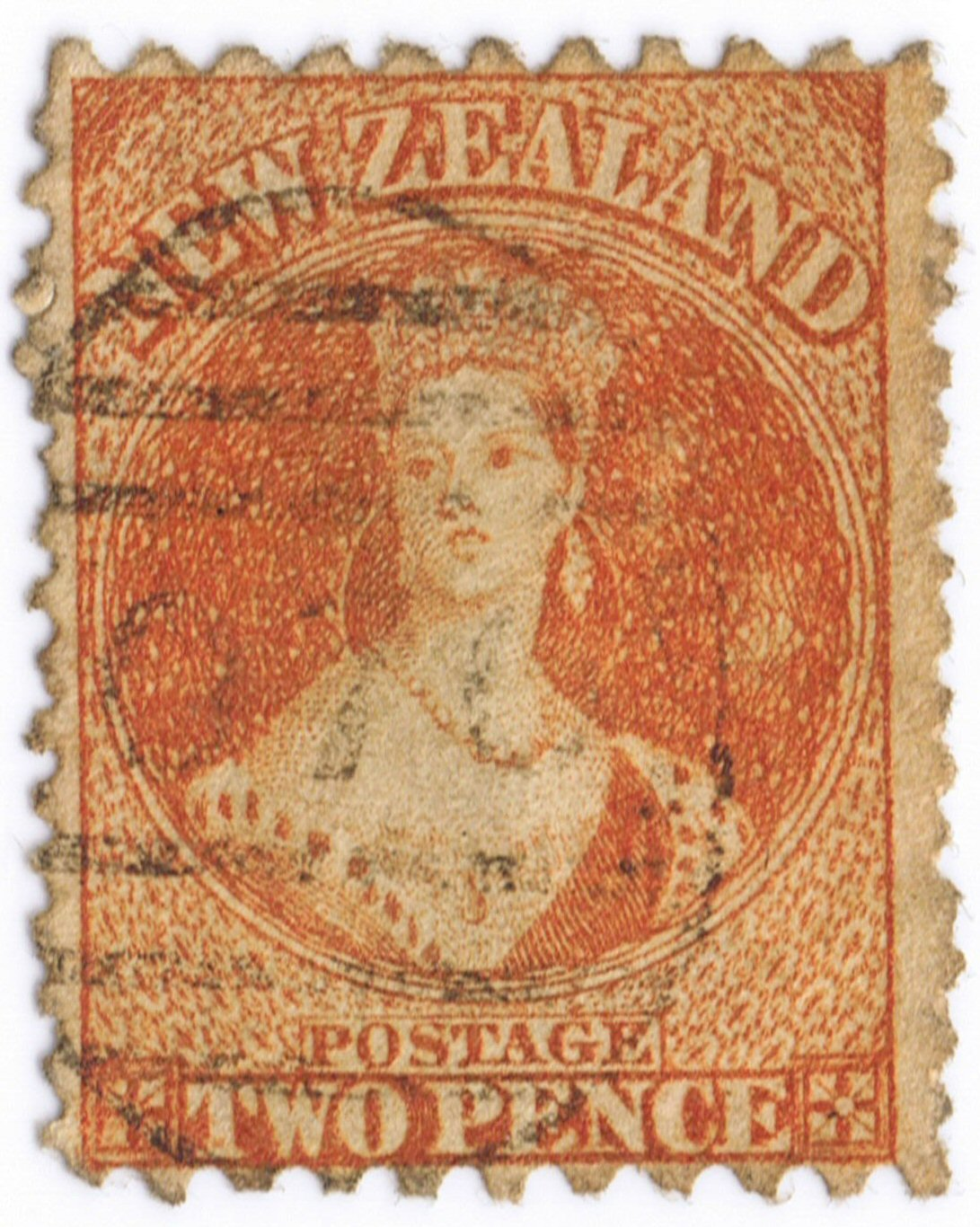
Nový Zéland, 1871
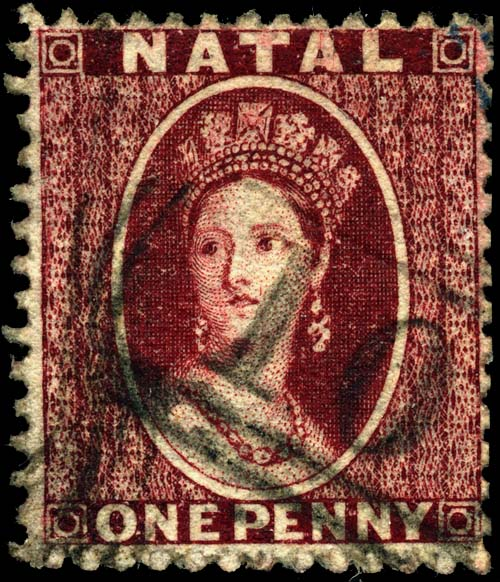
Natal, 1863